# ایگا مونوگاتاری

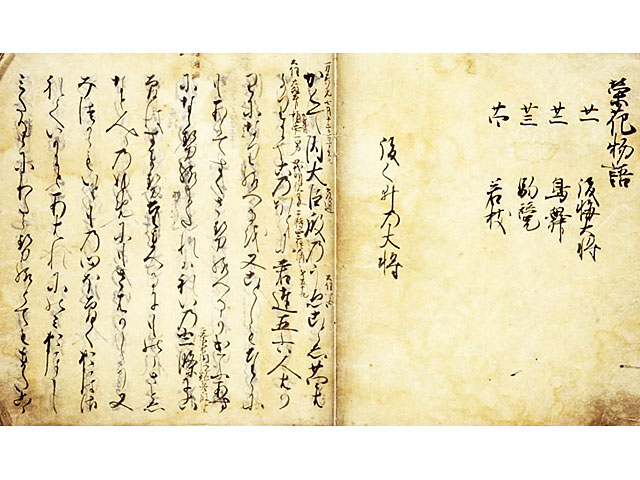
ایگا مونوگاتاری

ایگا مونوگاتاری (به ژاپنی: 栄花物語 Eiga Monogatari) به معنی داستان شکوه، یک مونوگاتاری (داستان) ژاپنی است که به رویدادهای زندگی درباری امپراتوری کوگه فوجیوارا نو میچیناگا اشاره می‌کند. اعتقاد بر این است که توسط تعدادی از نویسندگان بین سال‌های ۱۰۲۸ تا ۱۱۰۷ نوشته شده است.